# Ruslan Rotan
Ruslan Petrovych Rotan' (em ucraniano, Руслан Петрович Ротань - Poltava, 29 de outubro de 1981), é um futebolista ucraniano que atua como médio. Atualmente, joga pelo Dínamo de Kiev.
Nos tempos de URSS, seu nome era russificado para Ruslan Petrovich Rotan (também Руслан Петрович  Ротань).

## Carreira
Rotan fez parte do elenco da Seleção Ucraniana de Futebol da Eurocopa de 2016.